# Limonia gissarica
Limonia gissarica là một loài ruồi trong họ Limoniidae. Chúng phân bố ở miền Cổ bắc.